# Ruta 26 (Chile)
Die Ruta 26 (kurz RN 26) ist eine Nationalstraße in der Región de Antofagasta im großen Norden Chiles. In ihrem Verlauf auf 15,1 km ist sie vollständig asphaltiert und verbindet die Ruta 5 Arica-La Serena mit der Ruta 1 im Ballungsraum Antofagasta. Sie gilt auf ihrer ganzen Länge als Autopista.
Derzeit (Stand 2007) ist unter dem Betreiber Autopistas de Antofagasta der zweistreifige Ausbau auf ganzer Länge im Gange. Die Ruta wird vor allem von Überlandbussen und Touristen aus dem Norden benutzt sowie von den Einwohnern der Provinz El Loa. Ab Ortseingang nennt sich die Straße Avenida Presidente Salvador Allende und wird später zur Promenade Avenida Edmundo Pérez Zujovic. Die offizielle Funktion dieser Ruta wurde im Jahre 2010 durch das Dekret Nº 286 durch das Ministerio de Obras Públicas de Chile (MOP) ratifiziert.